# امپاماتا
امپاماتا (به لاتین: Ampamata) یک سکونتگاه مسکونی در ماداگاسکار است که در آندروی واقع شده‌است.

## خصوصیات
امپاماتا ۶٬۰۰۰ نفر جمعیت دارد و ۳۸۴ متر بالاتر از سطح دریا واقع شده‌است.